# Diócesis de la Transfiguración en Novosibirsk
La diócesis de la Transfiguración en Novosibirsk (en latín: Dioecesis Neosibiriana Transfigurationis y en ruso: Преображенская епархия в Новосибирске) es una circunscripción eclesiástica de la Iglesia católica en Rusia. Se trata de una diócesis latina, sufragánea de la arquidiócesis de la Madre de Dios en Moscú. Desde el 13 de abril de 1991 su obispo es Joseph Werth, de la Compañía de Jesús.

## Territorio y organización

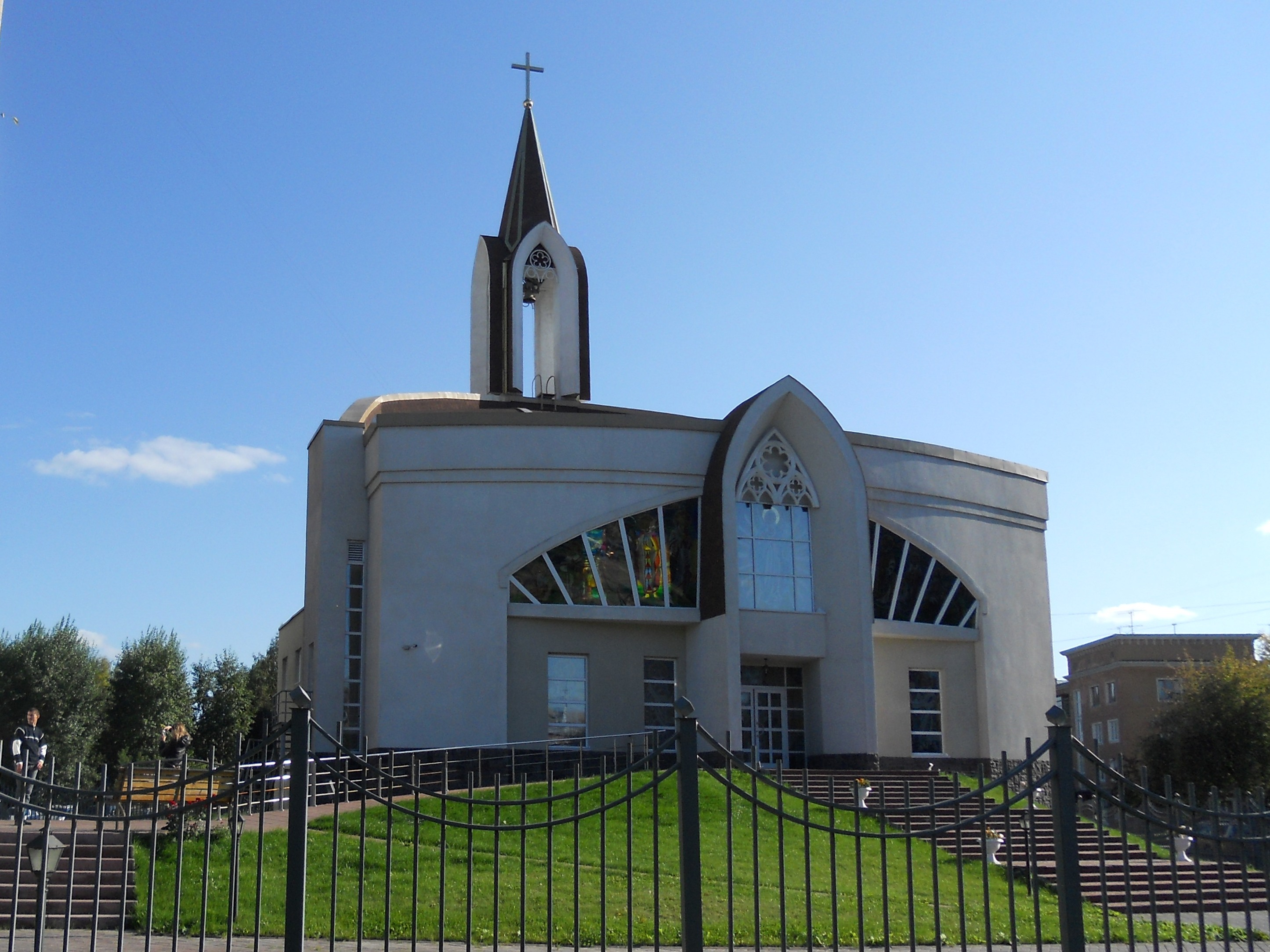
Iglesia del Inmaculado Corazón de María, en Kémerovo

La diócesis tiene 2 000 000 km² y extiende su jurisdicción sobre los fieles católicos de rito latino residentes en los siguientes sujetos federales de Rusia:
- La República de Altái;
- El krai de Altái;
- Los distritos autónomos de Janti-Mansi y Yamalia-Nenetsia;
- Las óblast de Cheliábinsk, Kurgán, Sverdlovsk, Omsk, Tiumén, Novosibirsk, Tomsk y Kémerovo.

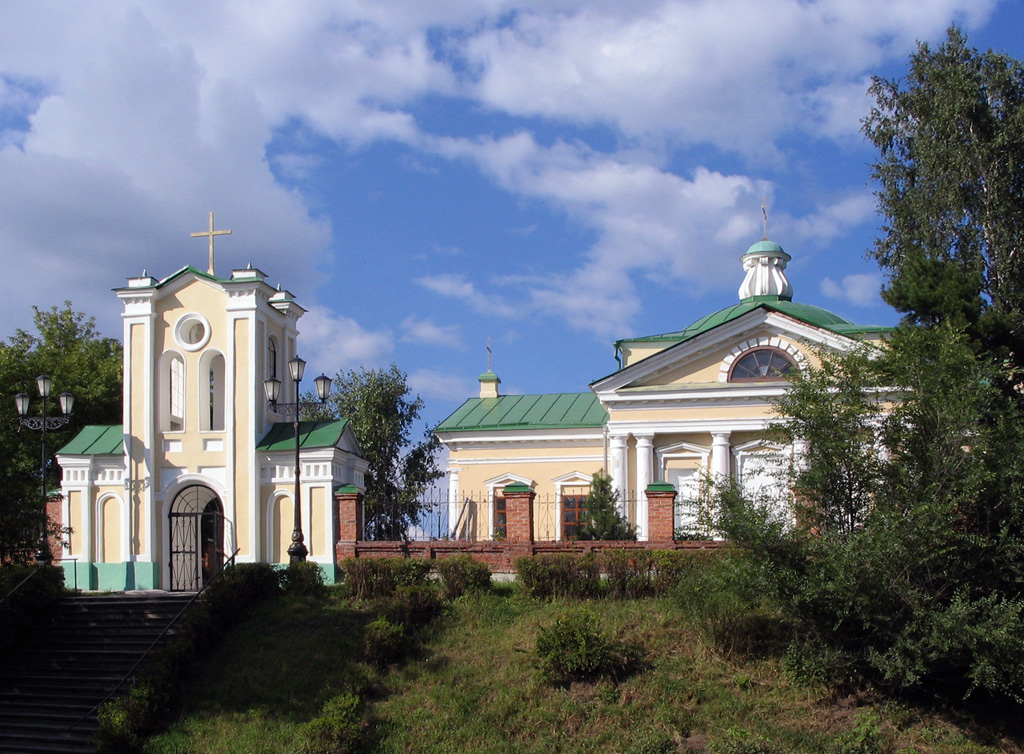
Iglesia de la Intercesión de la Virgen María, en Tomsk

La sede de la diócesis se encuentra en la ciudad de Novosibirsk, en donde se halla la Catedral de la Transfiguración.

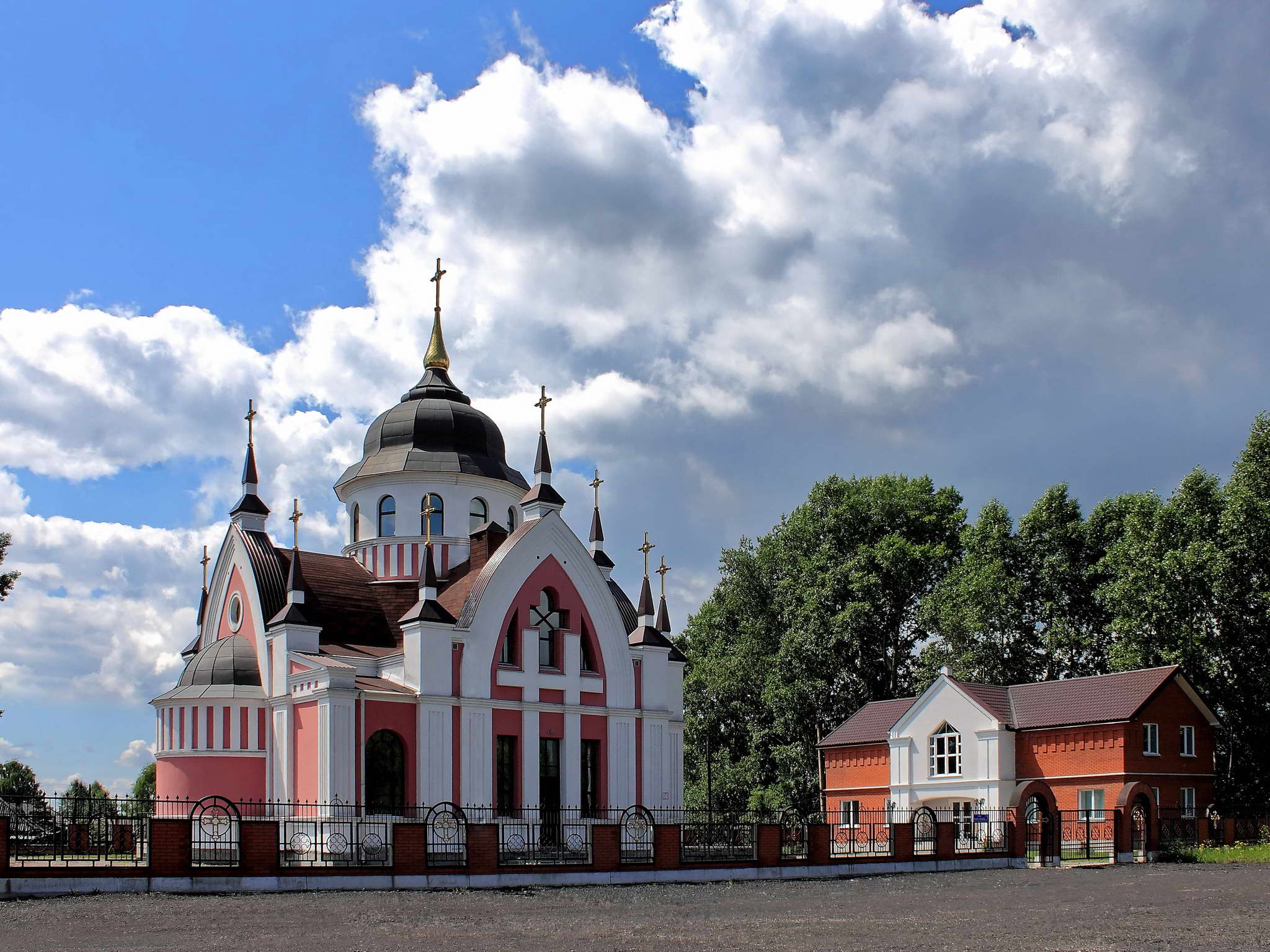
Iglesia de San Juan Crisóstomo, en Novokuznetsk

En 2022 en la diócesis existían 50 parroquias agrupadas en 6 decanatos:
- Decanato Central, comprende las 7 parroquias siguientes:
  - Catedral de la Transfiguración del Señor, Inmaculada Concepción de la Santísima Virgen María —ambas en Novosibirsk—, Beato Agustín en Akademgorodok, San José en Berdsk, Sagrado Corazón de Jesús en Polovinnoe, Resurrección en Krasnozyorskoye, Santos Apóstoles Pedro y Pablo en Kúibyshev (las 7 en la óblast de Novosibirsk).
- Decanato Oriental, comprende las 5 parroquias siguientes:
  - Intercesión de la Santísima Virgen María Reina del Santo Rosario en Tomsk, Inmaculado Corazón de la Santísima Virgen María en Kémerovo, Venida del Espíritu Santo en Yurga, Nuestra Señora del Perpetuo Socorro en Prokópievsk, Santísima Virgen María de la Inmaculada Concepción en Novokuznetsk (las 4 en la óblast de Kémerovo).
- Decanato de Omsk, comprende las 3 parroquias siguientes: 
  - Presentación del Señor en Omsk, Jorge el Victorioso en Serebropolye un suburbio de Omsk, Santa Teresa del Niño Jesús en Sargatskoye (las 3 en la óblast de Omsk).
- Decanato de los Urales, comprende las 6 parroquias siguientes:
  - Inmaculada Concepción de la Santísima Virgen María en Cheliábinsk, San Hieromartir Josafat en Kopeisk (ambas en la óblast de Cheliábinsk), Santa Ana en Ekaterimburgo, Madre de Dios de Fátima en Nizhni Taguil, Santa Bárbara en Severouralsk, San Vicente de Paul en Krasnoturyinsk (las 4 en la óblast de Sverdlovsk).
- Decanato de Siberia Occidental, comprende las 6 parroquias siguientes:
  - Nuestra Señora del Perpetuo Socorro en Kurgán (oblást de Kurgán), San José el Desposado en Tiumén, Santos Apóstoles Pedro y Pablo en Omutinskoye, La Venida de la Divina Misericordia en Ishim, Santísima Trinidad en Tobolsk (las 4 en la oblást de Tiumén), San José Obrero en Surgut (distrito autónomo de Janti-Mansi).
- Decanato de Altái, comprende las 6 parroquias siguientes:
  - La Venida de Jesucristo el Rey del Universo en Barnaúl, Exaltación de la Santa Cruz del Señor en Novoaltaisk, San Juan el Bautista en Bisk, San Pedro en Talmenka, Asunción de la Virgen en Slávgorod, Sagrado Corazón de Jesús en Shumanovka (las 6 en el krai de Altái).

## Historia

### Antecedentes
La jurisdicción de las parroquias católicas de Siberia Occidental estuvo sujeta, hasta la Revolución de Octubre de 1917, a la arquidiócesis de Mogilev, cuyo arzobispo (generalmente polaco) residía en San Petersburgo, capital del Imperio ruso. Por entonces hubo un decanato en Omsk y otro en Tomsk. Las primeras parroquias aparecieron a principios del siglo XIX en Irkutsk y en Tomsk, y desde 1840-1850 en Omsk, Tobolsk, Barnaul, Krasnoyarsk y Ekaterimburgo. A principios de siglo se crearon nuevas parroquias en Tyumen, Novonikolaevsk (hoy Novosibirsk), Kaïnsk, Ishim, Kurgan, etc.
La Santa Sede erigió el 1 de enero de 1921 el vicariato apostólico de Siberia, cuando el nuevo poder soviético se afianzaba, creyendo que contaba con su neutralidad, y mientras la Iglesia ortodoxa rusa sufría una persecución religiosa sin precedentes en el mundo moderno. Incluía las regiones de Omsk, Tomsk e Irkutsk, así como partes de Asia Central. Los católicos sumaban 150 000 en un inmenso territorio, saliendo de una guerra civil y sumidos en la angustia. Este vicariato apostólico pronto quedó inoperante y las estructuras de la Iglesia católica de Siberia fueron, a pesar de un intento de reorganización en 1926, totalmente destruidas unos años más tarde. Sus sacerdotes fueron expulsados, arrestados o ejecutados. Ya no había oficialmente un solo sacerdote católico activo en este inmenso territorio en 1939. Sin embargo, un pequeño número de ellos logró mantener la actividad clandestina durante muchos años.

### Sede en Novosibirsk
Con el fin del régimen soviético y el nacimiento de la Federación Rusa, la administración apostólica de Novosibirsk de los latinos fue erigida el 13 de abril de 1991 mediante la bula Iam pridem Decessor del papa Juan Pablo II, separando territorio de la diócesis de Vladivostok (suprimida de hecho por la bula) y de la arquidiócesis de Maguilov.
El 18 de mayo de 1999 cedió una parte de su territorio para la erección de la administración apostólica de Siberia Oriental (hoy diócesis de San José en Irkutsk) mediante el decreto Quo aptius de la Congregación para los Obispos y al mismo tiempo asumió el nombre de administración apostólica de Siberia Occidental mediante el decreto Ut spirituali de la Congregación para los Obispos.
El 11 de febrero de 2002, mediante la bula Animarum bonum del papa Juan Pablo II, fue elevada a diócesis y tomó su nombre actual.
El 27 de junio de 2004 el obispo Joseph Werth ordenó a los dos primeros sacerdotes autóctonos de la diócesis.
El 20 de diciembre de 2004 la Congregación para las Iglesias Orientales nombró al obispo latino de Novosibirsk también ordinario para los católicos de rito bizantino en Rusia sin que se haya constituido una circunscripción eclesiástica formal.

## Estadísticas
Según el Anuario Pontificio 2023 la diócesis en 2022 tenía un total de 398 000 fieles bautizados.
| Año                                                                             | Población            | Población  | Población      | Sacerdotes | Sacerdotes    | Sacerdotes    | Bautizados por sacerdote | Diáconos permanentes | Religiosos | Religiosos | Parroquias |
| Año                                                                             | Bautizados católicos | Total      | % de católicos | Total      | Clero secular | Clero regular | Bautizados por sacerdote | Diáconos permanentes | Varones    | Mujeres    | Parroquias |
| ------------------------------------------------------------------------------- | -------------------- | ---------- | -------------- | ---------- | ------------- | ------------- | ------------------------ | -------------------- | ---------- | ---------- | ---------- |
| 1999                                                                            | 1 000                | 25 290 000 | 4.0            | 44         | 22            | 22            | 22 727                   | 1                    | 28         | 61         | 178        |
| 2001                                                                            | 1 000                | 25 290 000 | 4.0            | 58         | 44            | 14            | 17 241                   | 1                    | 18         | 76         | 155        |
| 2002                                                                            | 500 000              | 25 290 000 | 2.0            | 47         | 28            | 19            | 10 638                   | 1                    | 23         | 53         | 135        |
| 2003                                                                            | 500 000              | 25 290 000 | 2.0            | 49         | 30            | 19            | 10 204                   | 2                    | 24         | 54         | 199        |
| 2004                                                                            | 500 000              | 25 290 000 | 2.0            | 50         | 28            | 22            | 10 000                   | 2                    | 25         | 82         | 218        |
| 2010                                                                            | 500 000              | 25 000     | 2.0            | 41         | 21            | 20            | 12 195                   | 2                    | 22         | 75         | 216        |
| 2014                                                                            | 512 000              | 25 600 000 | 2.0            | 38         | 19            | 19            | 13 473                   | 1                    | 20         | 57         | 70         |
| 2017                                                                            | 518 000              | 25 910 000 | 2.0            | 40         | 19            | 21            | 12 950                   | 1                    | 24         | 63         | 68         |
| 2020                                                                            | 430 745              | 25 980 000 | 1.7            | 34         | 17            | 17            | 12 668                   | 1                    | 17         | 63         | 50         |
| 2022                                                                            | 398 000              | 23 980 000 | 1.7            | 39         | 20            | 19            | 10 205                   | 1                    | 19         | 59         | 50         |
| Fuente: Catholic-Hierarchy, que a su vez toma los datos del Anuario Pontificio. |                      |            |                |            |               |               |                          |                      |            |            |            |

## Episcopologio

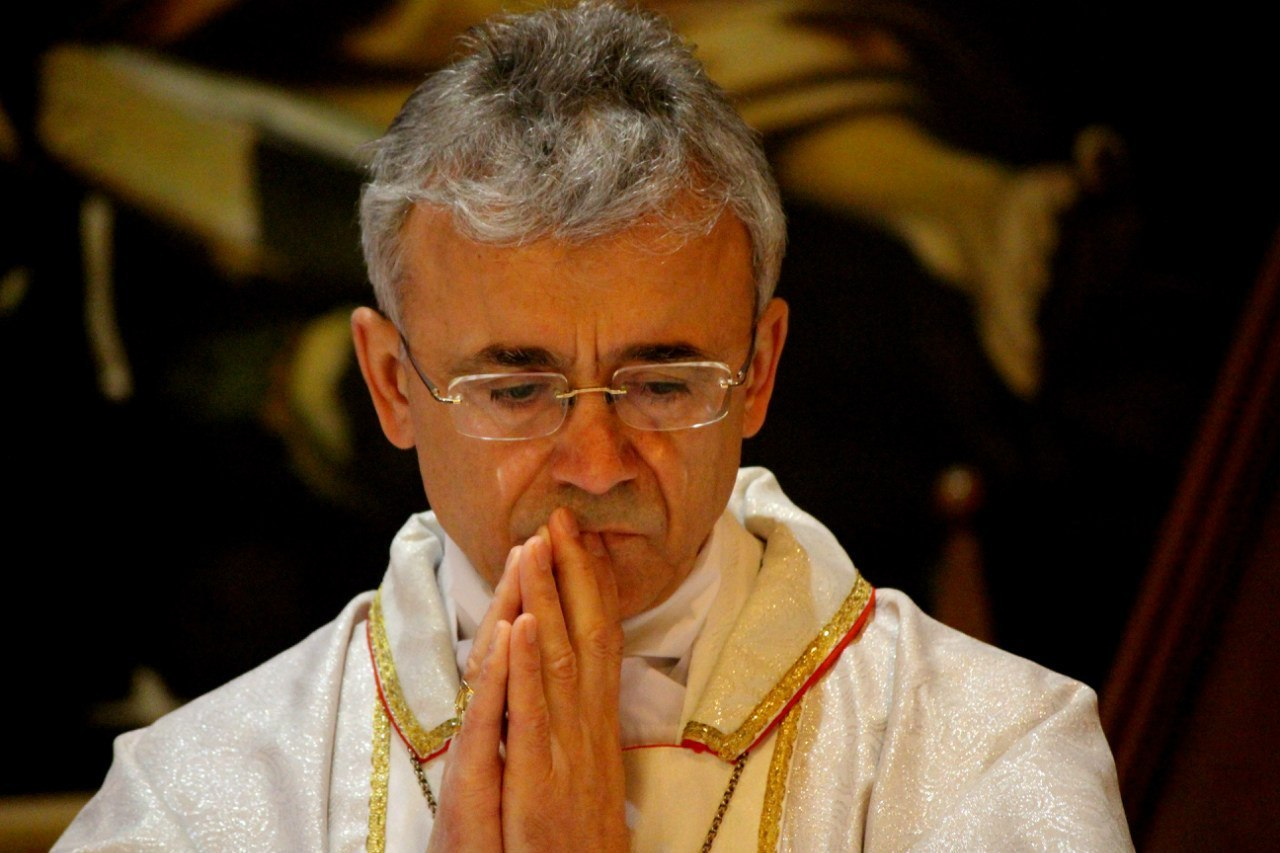
Joseph Werth, obispo desde 1991

- Joseph Werth, S.I., desde el 13 de abril de 1991